# Вороненка
Вороненка — село в Поляницькій об'єднаній громаді Надвірнянського району Івано-Франківській області. Входить до складу Карпатського національного природного парку.

## Географія
Село розташоване на висоті 850 — 950 м над рівнем моря, у південно-західній частині Івано-Франківської області, у центральній частині Українських Карпат, у межах села знаходиться західна частина хребта Кукул з великою кількістю полонин на північній стороні хребта.
На південній околиці села під хребтом Кукул бере початок струмок Параджин — притока річки Прут.
На південно-західній околиці села бере початок струмок Прутець — притока річки Прут.

### Геологія
У цій місцевості є видимі сліди тектонічних процесів. У гірських потоках трапляються такі мінерали як пірити та халькопірити. Золото тут трапляється в дрібнодисперсній формі (в мізерній кількості як тонка плівка в приконтактних площинах піритів).

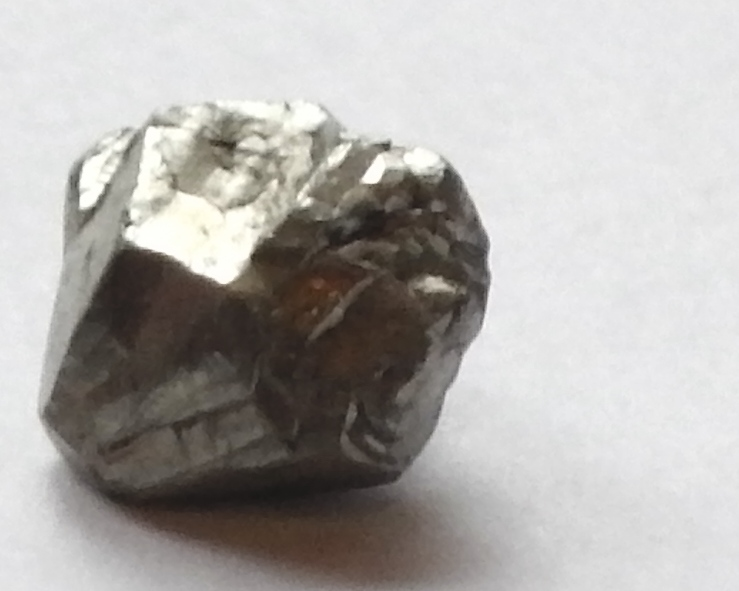
Марказит (нікеліт)
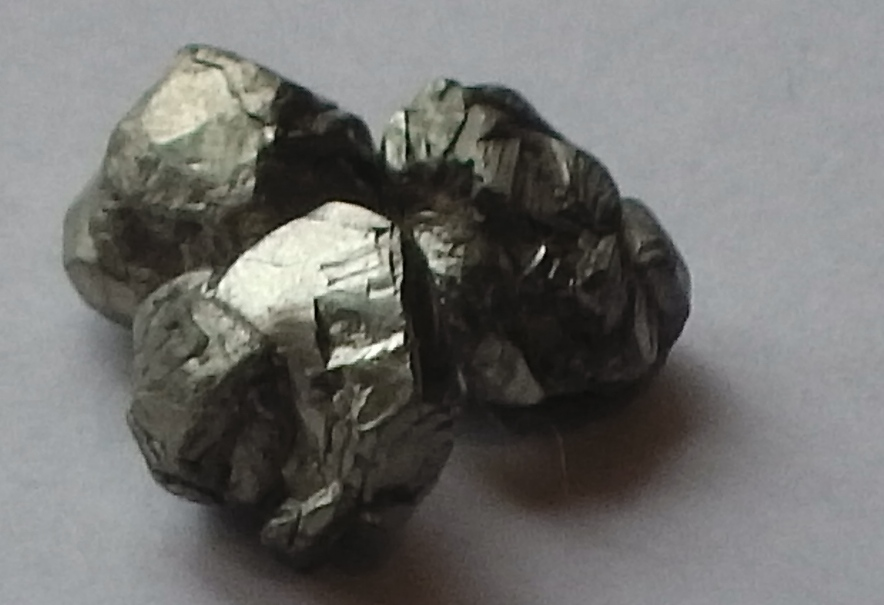
Група піритів з високим вмістом нікелю (марказити)

## Історія
Відомо про побудову в селі церкви Різдва Богородиці в 1600 році, котра була закінчена в 1605. Пізніше ця церква була передана до Ворохти, яка там є і по сьогодні.
5 червня 2025 року Верховна Рада підтримала повернення історичної назви села Вороненко — Вороненка, котра була до радянської окупації. 15 червня 2025 року перейменування набуло чинності.

### Учасники визвольної боротьби ОУН та УПА

#### Захоплені та засуджені за участь у визвольній боротьбі
- ДЕДЕРЧУК Ганна Олексіївна, 1924 р. н., с. Вороненко Надвірнянського району, українка, освіта початкова. Проживала в с. Вороненко, робітниця Ворохтянського лісництва. Заарештована 30.10.1944. Звинувачення: член ОУН, псевдо — Зірка, розвідниця УПА. Військовим трибуналом військ МВС Станіславської області 29.01.1945 засуджена на 15 років позбавлення волі та 5 років пораження в правах. Реабілітована 03.09.1991;
- КОРЕНЮК Василина Іванівна, 1928 р. н., с. Вороненко Надвірнянського району, українка, освіта початкова. Проживала в с. Вороненко, селянка. Заарештована 30.10.1944. Звинувачення: член ОУН, псевдо — Чічка, розвідниця УПА. Військовим трибуналом військ МВС Станіславської області 29.01.1945 засуджена на 15 років позбавлення волі та 5 років пораження в правах. Реабілітована 03.09.1991;
- КРИЦКАЛЮК Марія Федорівна, 1920 р. н., с. Вороненко Надвірнянського району, українка, освіта початкова. Проживала в с. Вороненко, домогосподарка. Заарештована 30.10.1944. Звинувачення: член ОУН, псевдо — Зоря, розвідниця УПА. Військовим трибуналом військ НКВС Станіславської області 29.01.1945 засуджена на 15 років позбавлення волі та 5 років пораження в правах. Реабілітована 03.09.1991;
- МОЧЕРНЯК Марія Іванівна, 1923 р. н., с. Вороненко Надвірнянського району, українка, освіта початкова. Проживала в с. Вороненко, селянка. Заарештована 30.10.1944. Звинувачення: член ОУН, псевдо — Чорнобривка, розвідниця УПА. Військовим трибуналом військ МВС Станіславської області 29.01.1945 засуджена на 15 років позбавлення волі та 5 років пораження в правах. Реабілітована 03.09.1991.

#### Загинули на території села
- ЗАСЛАВСЬКИЙ Богдан Семенович, 1928, с. Павлівка Тисменицького району, референт пропаганди Надвірнянського надрайпроводу ОУН, псевдо — Євген, загинув 05.11.1951, с. Вороненко Надвірнянського району;
- МОЛДАВЧИК Василь Васильович, тодішній Яремчанський район, член ОУН, загинув 05.11.1951, с. Вороненко Надвірнянського району.[3]

## Церква
На даний час в селі діє церква Серця Христового. Початок будівництва — 1 квітня 2000 року. Будівничі місцеві майстри: Ільчук Іван Васильович; Драпак Юрій Олексійович; Тимофій Василь Миколайович; Кузніцький Павло Ількович; Савчин Василь Олексійович; Поляк Михайло Якович; Ільчук Дмитро Васильович.

## Транспорт
У селі розташована залізнична станція Вороненко, остання в Івано-Франківській області перед залізничним тунелем на Закарпаття на лінії Львів — Івано-Франківськ — Рахів — Сигіт.

## Відомі люди
- Ільчук Павло Миколайович (1991—2014) — старший солдат Збройних сил України, учасник російсько-української війни.